# Dave Dollé
Dave Dollé (* 30. Mai 1969 in Pasadena, Kalifornien, USA als David Michael Dollé) ist ein ehemaliger Schweizer Leichtathlet, Fitness- und Gesundheitsexperte.
Seine Spezialstrecken waren der 100-Meter-Lauf und der 200-Meter-Lauf.
Mit 10,16 hielt er bis zum 6. Juli 2013 den Schweizer Rekord über 100 Meter, gelaufen am 20. August 1995 in La Chaux-de-Fonds. Dollé hatte zwischen 1992 und 1995 den Schweizer Rekord über 100 Meter viermal verbessert. Er ist mehrmaliger Schweizer Meister, erreichte über 200 Meter 1993 in Stuttgart den Halbfinal bei den Weltmeisterschaften und 1994 in Helsinki den Final bei den Europameisterschaften. Zudem erreichte er zweimal den Halbfinal bei Europameisterschaften über 100 Meter (1994 und 1998).
Seit 2001 arbeitet er als Persönlicher Wellness-Trainer mit Privatpersonen sowie in Betrieben als Referent und Gesundheitsberater. Sein Spezialgebiet ist ganzheitliches Fitness-Training, Ernährung, Hormon-Analyse und Körperzusammensetzung. 2006 und 2008 nahm er bei der Doku-Soap Der Match des Schweizer Fernsehens SF teil. Zwischen Mai und Juni 2007 gehörte Dave zum Expertenteam bei der Sendung SF bi de Lüt – Ein Ort nimmt ab. Dollé hat über die Jahre in unzähligen Fitness-Videos mitgewirkt.